# Grenaa Sundhedshus
Grenaa Sundhedshus (tidl. Grenaa Centralsygehus) er et sundhedshus i Grenaa, administrativt underlagt Regionshospitalet Randers. Sundhedshuset består af en lægebemandet akutklinik tilknyttet en døgnbemandet lægebil, Medicinsk ambulatorium, Blodprøve laboratorie, Blodbank, Røngtenafdeling, Fysioterapi, Ergoterapi, Gynækologisk ambulatorium, Jordemoderkonsultation, Diætist og Høreklinik. Ydermere findes en kommunal Sundheds- og Patientskole og en privat speciallægeklinik.

## Historie
Tekst mangler, hjælp os med at skrive teksten